# Großer Preis von Ungarn 2005
Der Große Preis von Ungarn 2005 (offiziell Formula 1 Marlboro Magyar Nagydíj 2005) fand am 31. Juli  auf dem Hungaroring in Mogyoród statt und war das 13. Rennen der Formel-1-Weltmeisterschaft 2005.

## Berichte

### Hintergrund
Nach dem Großen Preis von Deutschland führte Fernando Alonso in der Fahrerwertung mit 36 Punkten vor Kimi Räikkönen und mit 40 Punkten vor Michael Schumacher. In der Konstrukteurswertung führte Renault mit 22 Punkten vor McLaren-Mercedes und mit 39 Punkten vor Ferrari.
Aufgrund des europaweiten Verbotes von Tabakwerbung fuhr McLaren-Mercedes (West) nur am Freitag mit Tabaklackierung. BAR-Honda (Lucky Strike) fuhr am Freitag und Samstag mit Tabaklackierung. Ferrari (Marlboro), Renault (Mild Seven) und Jordan-Toyota (Benson & Hedges) fuhren das ganze Wochenende über in voller Tabaklackierung.
Es war das letzte Formel-1-Rennen, das von einem Tabakunternehmen gesponsert wurde, und es ist auch das einzige offizielle Formel-1-Rennwochenende für Chanoch Nissany, der im ersten freien Training für Minardi fuhr und etwas mehr als sechs Sekunden hinter dem nächstlangsamsten Fahrer lag.
Mit Michael Schumacher (viermal), Jacques Villeneuve (zweimal), Alonso und Rubens Barrichello (jeweils einmal) traten vier ehemalige Sieger zu diesem Grand Prix an.

### Training
Die letzten sechs Teams der Konstrukteursmeisterschaft 2004 waren berechtigt am Freitag im freien Training ein drittes Auto einzusetzen. Diese Fahrer fuhren am Freitag, traten aber weder im Qualifying noch im Rennen an. Alexander Wurz (McLaren-Mercedes), Vitantonio Liuzzi (Red Bull), Ricardo Zonta (Toyota), Nicolas Kiesa (Jordan-Toyota) und Nissany (Minardi) nahmen in dieser Funktion an den Freitagstrainings teil.
Im ersten freien Training am Freitag war Wurz mit 1:21,411 Minuten Schnellster vor Barrichello und Jenson Button. Im zweiten freien Training am Freitag fuhr Zonta dann mit 1:20,409 Minuten die schnellste Zeit vor Wurz und Räikkönen.
Im dritten freien Training am Samstag war Räikkönen mit 1:21,686 Minuten vorne, gefolgt von Michael Schumacher und Juan Pablo Montoya. Im vierten und letzten freien Training am Samstag fuhr Räikkönen dann in 1:20,203 Minuten wieder die schnellste Runde vor Montoya und Michael Schumacher.

### Qualifying
Im Qualifying sicherte sich Michael Schumacher sicherte sich seine erste Pole-Position der Saison und seine 64. insgesamt. Zweiter wurde Montoya vor Jarno Trulli.

### Rennen
Der Renntag war heiß, mit einer Lufttemperatur von 34 °C und einer Streckentemperatur von 47 °C zu Beginn des Rennens. Sowohl Michael Schumacher als auch Montoya hatten gute Starts, während Räikkönen Trulli direkt überholen konnte und die Runde auf dem zweiten Platz beendete, nachdem er auch seinen Teamkollegen überholte. Weiter hinten wurde Alonso in Kurve eins von Ralf Schumacher eingequetscht, wobei das rechte Hinterrad des Deutschen Alonsos Frontflügel berührte und ihn beschädigte. Barrichello bremste in der ersten Kurve zu spät und brach dabei seinen Frontflügel am Diffusor von Trulli. Weiter hinten geriet Christian Klien in Kontakt mit Villeneuve, aufgrund dessen sich ihre Räder berührten, als sie in der ersten Kurve um die Position kämpften. Dies brachte Klien einen spektakulären Überschlag ein, bevor er unverletzt den Ball nach oben schaffte. Das Rennen von Red Bull Racing wurde dann immer schlimmer, als sich Alonsos Frontflügel zwischen Kurve 10 und 11 löste und mehreren Fahrern in die Fahrbahn geriet. Den meisten gelang es, auszuweichen, aber David Coulthard, der offenbar von Mark Webbers Williams nicht gesehen wurde, prallte gegen die Trümmer, was dazu führte, dass die rechte Vorderradaufhängung des Schotten brach und er aufgeben musste. Am Ende der ersten Runde führte Michael Schumacher mit 1,9 Sekunden Vorsprung vor Räikkönen, der weitere 2,4 Sekunden vor Montoya lag. Alonso, Barrichello und Tiago Monteiro mussten alle am Ende der Runde zur Reparatur an die Box.
Räikkönen begann sofort, Michael Schumacher unter Druck zu setzen, und das Paar überrundete Monteiro nach nur vier Runden. Dann begannen die beiden, sich die schnellsten Runden zu liefern, und der Abstand verringerte sich nach 9 Runden auf nur noch 0,792 Sekunden. In der Zwischenzeit kam Barrichello, der aufgrund seines frühen Schadens zurückfiel, an Robert Doornbos von Minardi vorbei, wobei die Geschwindigkeit des Autos deutlich überlegen war, was bedeutete, dass der niederländische Fahrer keinen Widerstand leisten konnte. Räikkönen fuhr in Runde 11 als Erster an die Box und zeigte, dass seine Qualifying-Leistung durch die geringe Kraftstoffmenge deutlich verbessert wurde, sodass Michael Schumacher vor seinem eigenen Stopp versuchen musste, eine Lücke herauszufahren. Barrichello setzte sich ebenfalls gegen Christijan Albers durch und rückte auf den 14. Platz vor, während Alonso schließlich Doornbos besiegte und auf den 16. Platz vorrückte. Trulli war der zweite Fahrer, der in Runde 13 seinen geplanten Tankstopp einlegte, während Alonso kurzen Prozess mit Albers machte und auf den 15. Platz vorrückte. Barrichello setzte seinen Angriff fort und übernahm in Runde 14 Narain Karthikeyan auf Platz 13. Die Frage, wie viel Treibstoff in Michael Schumachers Auto war, wurde in Runde 15 beantwortet, als der Deutsche nachtankte und Montoya an der Spitze ließ. Michael Schumacher reihte sich einigermaßen bequem vor Räikkönen wieder ein, während sein Bruder Ralf Schumacher es schaffte, seinen Teamkollegen Trulli zu überholen, der immer noch mit einem beschädigten Diffusor zu kämpfen hatte.
Montoya baute seinen Vorsprung bis zur 17. Runde auf über 16 Sekunden aus, während Doornbos, Karthikeyan und Monteiro alle vom Ende des Feldes aus ihre Stopps einlegten. Montoya machte seinen ersten Stopp in Runde 22, aber sein Vorsprung war nicht groß genug, um an der Spitze zu bleiben. Er kam auf dem dritten Platz zurück, hinter Michael Schumacher und Räikkönen und vor Button, der noch nicht angehalten hatte. Button legte in der folgenden Runde seinen Boxenstopp neben Giancarlo Fisichella ein, während Räikkönen erneut auf Michael Schumacher aufschloss und den Rückstand bis zur 24. Runde auf nur 0,6 Sekunden reduzierte. Alonso legte seinen ersten geplanten Stopp in der 26. Runde ein und kam als 14. wieder ins Rennen weit außerhalb der Punkteränge. In der 27. Runde fuhren Nick Heidfeld und Villeneuve an die Box, das Paar verfolgte offenbar eine Zwei-Stopp-Strategie, während Webber zeigte, dass er im Qualifying stark betankt war und in Runde 29 der letzte Fahrer war, der seinen ersten Stopp von der 7. Position aus einlegte. In der Zwischenzeit schied Doornbos vorzeitig aus, wobei das Team einen Hydraulikschaden als Grund für seinen frühen Ausfall anführte.
In Runde 30 führte Michael Schumacher nur 0,6 Sekunden vor Räikkönen, der Finne begnügte sich offenbar damit, bis zu seinen nächsten Stopps hinter dem Deutschen zu bleiben. Montoya lag auf dem dritten Platz vor Ralf Schumacher, Trulli, Button, Heidfeld, Takuma Satō, Fisichella, Barrichello und Webber. Die Sauber von Villeneuve und Felipe Massa belegten die Plätze 12 und 13, ihre beiden Petronas-Motoren klangen rau. Trulli und Barrichello kamen in Runde 33 an die Box, gefolgt von Michael Schumacher in Runde 35. Der Deutsche hatte nur 0,5 Sekunden Vorsprung vor Räikkönen, der in der folgenden Runde an die Box kam. Der Rückstand reichte für Räikkönen, um Michael Schumacher den Platz abzunehmen. Montoya wurde dann erheblich langsamer und kam am Ende der 41. Runde an die Box, um das Rennen aufzugeben. Dies verschaffte Räikkönen einen komfortablen Vorsprung vor Schumacher und brachte Ralf Schumacher auf einen möglichen Podiumsplatz. Massa fuhr in Runde 42 an die Box und verbrachte mehrere Runden damit, dass das Team versuchte, den Schaden zu beheben, der durch einen kleinen Brand aufgrund eines ausgelaufenen Kraftstoffs verursacht worden war. In Runde 43 fuhr Fisichella in Kurve 4 zu weit raus und verlor den 8. Platz an Webber.
Räikkönen wurde nun nicht mehr von Michael Schumacher aufgehalten und konnte die volle Geschwindigkeit seines McLaren zeigen. Bis zur 44. Runde vergrößerte er den Abstand auf über 20 Sekunden. Button machte seinen zweiten und letzten Boxenstopp in Runde 47 vom 5. Platz aus und kehrte als 6. ins Rennen zurück. Räikkönen legte seinen letzten Stopp in der folgenden Runde ein, wobei sein Vorsprung groß genug war, um bequem vor Michael Schumacher zu bleiben. Der Großteil des Feldes legte zwischen den Runden 50 und 55 seine letzten Stopps ein, an der Spitze des Feldes gab es kaum Veränderungen, obwohl Webber Satō überholen konnte und den 7. Platz belegte. Michael Schumacher machte seinen letzten Stopp in Runde 57 vom zweiten Platz aus und kam nur 4,4 Sekunden vor seinem Bruder zurück, der im Toyota eine beeindruckende Geschwindigkeit zeigte. Bis zur 62. Runde hatte Räikkönen seinen Vorsprung auf über eine halbe Minute ausgebaut, während Ralf Schumacher den Rückstand auf nur 2,9 Sekunden hinter Michael verringerte. Drei Runden später verringerte sich der Abstand auf 1,2 Sekunden, wobei alle Autos außer den Top 6 mindestens eine Runde hinter dem Spitzenreiter Räikkönen lagen. Albers legte in Runde 51 einen längeren Stopp ein, kehrte aber einige Runden später wieder ins Rennen zurück, während Villeneuve in Runde 57 aufgrund eines weiteren kleinen Motorbrands an einem Sauber aus dem Rennen ausschied. Räikkönen holte sich einen sehr wichtigen und komfortablen Sieg vor Michael Schumacher, der dem späten Angriff von Ralf Schumacher standhalten konnte. Für Räikkönen war es der sechste Sieg in der Formel-1-Weltmeisterschaft. Für Ralf Schumacher war es der erste Podiumsplatz in diesem Jahr und seit dem Großen Preis von Japan 2004. Für Toyota war es das erste Podium überhaupt. Der vierte Platz ging an Trulli vor Button, gefolgt vom Williams von Heidfeld und Webber, wobei Satō als Achter seinen ersten Punkt des Jahres erzielte. Alonso belegte einen enttäuschenden 11. Platz.
Gewinner Räikkönen verzichtete auf das traditionelle Besprühen mit Champagner als Hommage an den 29-jährigen McLaren-Chefkoch Darren Hawker, der am 27. Juli starb. Hawker stürzte aus dem achten Stock des Marriott Hotels in Budapest. Es war nicht das erste Mal, dass ein solches Ereignis der Formel 1 widerfuhr, denn 1991 starb ein Lotus-Mechaniker unter ähnlichen Umständen beim Großen Preis von San Marino.
In der Fahrerwertung konnte Räikkönen den Rückstand auf Alonso verkürzen. Dritter blieb Michael Schumacher. In der Konstrukteurswertung blieben die ersten drei Positionen unverändert. BAR holte in diesem Jahr zum vierten Mal in Folge Punkte, lag aber immer noch auf einem (nach den Maßstäben von 2004) enttäuschenden siebten Platz.

## Meldeliste
| Team                       | Nr. | Fahrer               | Chassis        | Motor                 | Reifen |
| -------------------------- | --- | -------------------- | -------------- | --------------------- | ------ |
| Scuderia Ferrari Marlboro  | 01  | Michael Schumacher   | Ferrari F2005  | Ferrari 3.0 V10       | B      |
| Scuderia Ferrari Marlboro  | 02  | Rubens Barrichello   | Ferrari F2005  | Ferrari 3.0 V10       | B      |
| Lucky Strike BAR Honda     | 03  | Jenson Button        | BAR 007        | Honda 3.0 V10         | M      |
| Lucky Strike BAR Honda     | 04  | Takuma Satō          | BAR 007        | Honda 3.0 V10         | M      |
| Mild Seven Renault F1 Team | 05  | Fernando Alonso      | Renault R25    | Renault 3.0 V10       | M      |
| Mild Seven Renault F1 Team | 06  | Giancarlo Fisichella | Renault R25    | Renault 3.0 V10       | M      |
| BMW-Williams F1 Team       | 07  | Mark Webber          | Williams FW27  | BMW 3.0 V10           | M      |
| BMW-Williams F1 Team       | 08  | Nick Heidfeld        | Williams FW27  | BMW 3.0 V10           | M      |
| West McLaren-Mercedes      | 09  | Kimi Räikkönen       | McLaren MP4-20 | Mercedes-Benz 3.0 V10 | M      |
| West McLaren-Mercedes      | 10  | Juan Pablo Montoya   | McLaren MP4-20 | Mercedes-Benz 3.0 V10 | M      |
| West McLaren-Mercedes      | 35  | Alexander Wurz       | McLaren MP4-20 | Mercedes-Benz 3.0 V10 | M      |
| Sauber Petronas            | 11  | Jacques Villeneuve   | Sauber C24     | Petronas 3.0 V10      | M      |
| Sauber Petronas            | 12  | Felipe Massa         | Sauber C24     | Petronas 3.0 V10      | M      |
| Red Bull Racing            | 14  | David Coulthard      | Red Bull RB1   | Cosworth 3.0 V10      | M      |
| Red Bull Racing            | 15  | Christian Klien      | Red Bull RB1   | Cosworth 3.0 V10      | M      |
| Red Bull Racing            | 37  | Vitantonio Liuzzi    | Red Bull RB1   | Cosworth 3.0 V10      | M      |
| Panasonic Toyota Racing    | 16  | Jarno Trulli         | ToyotaTF105    | Toyota 3.0 V10        | M      |
| Panasonic Toyota Racing    | 17  | Ralf Schumacher      | ToyotaTF105    | Toyota 3.0 V10        | M      |
| Panasonic Toyota Racing    | 38  | Ricardo Zonta        | ToyotaTF105    | Toyota 3.0 V10        | M      |
| Jordan Grand Prix          | 18  | Tiago Monteiro       | Jordan EJ15    | Toyota 3.0 V10        | B      |
| Jordan Grand Prix          | 19  | Narain Karthikeyan   | Jordan EJ15    | Toyota 3.0 V10        | B      |
| Jordan Grand Prix          | 39  | Nicolas Kiesa        | Jordan EJ15    | Toyota 3.0 V10        | B      |
| Minardi F1 Team            | 20  | Robert Doornbos      | Minardi PS05   | Cosworth 3.0 V10      | B      |
| Minardi F1 Team            | 21  | Christijan Albers    | Minardi PS05   | Cosworth 3.0 V10      | B      |
| Minardi F1 Team            | 40  | Chanoch Nissany      | Minardi PS05   | Cosworth 3.0 V10      | B      |

Anmerkungen
1. 1 2 3 4 5  Nahm nur am Freitagstraining teil.

## Klassifikationen

### Qualifying
| Pos. | Fahrer               | Konstrukteur      | Zeit       | Start |
| ---- | -------------------- | ----------------- | ---------- | ----- |
| 01   | Michael Schumacher   | Ferrari           | 1:19,882   | 01    |
| 02   | Juan Pablo Montoya   | McLaren-Mercedes  | 1:20,779   | 02    |
| 03   | Jarno Trulli         | Toyota            | 1:20,839   | 03    |
| 04   | Kimi Räikkönen       | McLaren-Mercedes  | 1:20,891   | 04    |
| 05   | Ralf Schumacher      | Toyota            | 1:20,964   | 05    |
| 06   | Fernando Alonso      | Renault           | 1:21,141   | 06    |
| 07   | Rubens Barrichello   | Ferrari           | 1:21,158   | 07    |
| 08   | Jenson Button        | BAR-Honda         | 1:21,302   | 08    |
| 09   | Giancarlo Fisichella | Renault           | 1:21,333   | 09    |
| 10   | Takuma Satō          | BAR-Honda         | 1:21,787   | 10    |
| 11   | Christian Klien      | Red Bull-Cosworth | 1:21,937   | 11    |
| 12   | Nick Heidfeld        | Williams-BMW      | 1:22,086   | 12    |
| 13   | David Coulthard      | Red Bull-Cosworth | 1:22,279   | 13    |
| 14   | Felipe Massa         | Sauber-Petronas   | 1:22,565   | 14    |
| 15   | Jacques Villeneuve   | Sauber-Petronas   | 1:22,866   | 15    |
| 16   | Mark Webber          | Williams-BMW      | 1:23,495   | 16    |
| 17   | Christijan Albers    | Minardi-Cosworth  | 1:24,443   | 17    |
| 18   | Narain Karthikeyan   | Jordan-Toyota     | 1:25,057   | 18    |
| 19   | Robert Doornbos      | Minardi-Cosworth  | 1:25,484   | 19    |
| 20   | Tiago Monteiro       | Jordan-Toyota     | keine Zeit | 20    |

Anmerkungen
1. ↑  Monteiro wurde erlaubt zu starten, da er im freien Training ausreichend schnell gefahren war.

### Rennen
| Pos. | Fahrer               | Konstrukteur      | Runden | Stopps | Zeit        | Start | Schnellste Runde |
| ---- | -------------------- | ----------------- | ------ | ------ | ----------- | ----- | ---------------- |
| 01   | Kimi Räikkönen       | McLaren-Mercedes  | 70     | 3      | 1:37:25,552 | 04    | 1:21,219 (40.)   |
| 02   | Michael Schumacher   | Ferrari           | 70     | 3      | + 35,581    | 01    | 1:21,476 (13.)   |
| 03   | Ralf Schumacher      | Toyota            | 70     | 3      | + 36,129    | 05    | 1:21,873 (13.)   |
| 04   | Jarno Trulli         | Toyota            | 70     | 3      | + 54,221    | 03    | 1:21,842 (20.)   |
| 05   | Jenson Button        | BAR-Honda         | 70     | 2      | + 58,832    | 08    | 1:22,406 (70.)   |
| 06   | Nick Heidfeld        | Williams-BMW      | 70     | 2      | + 1:08,375  | 12    | 1:22,053 (53.)   |
| 07   | Mark Webber          | Williams-BMW      | 69     | 2      | + 1 Runde   | 16    | 1:22,453 (47.)   |
| 08   | Takuma Satō          | BAR-Honda         | 69     | 2      | + 1 Runde   | 10    | 1:22,399 (45.)   |
| 09   | Giancarlo Fisichella | Renault           | 69     | 3      | + 1 Runde   | 09    | 1:22,506 (19.)   |
| 10   | Rubens Barrichello   | Ferrari           | 69     | 3      | + 1 Runde   | 07    | 1:22,768 (20.)   |
| 11   | Fernando Alonso      | Renault           | 69     | 3      | + 1 Runde   | 06    | 1:22,884 (51.)   |
| 12   | Narain Karthikeyan   | Jordan-Toyota     | 67     | 2      | + 3 Runden  | 18    | 1:24,446 (17.)   |
| 13   | Tiago Monteiro       | Jordan-Toyota     | 66     | 4      | + 4 Runden  | 20    | 1:24,774 (15.)   |
| 14   | Felipe Massa         | Sauber-Petronas   | 63     | 2      | + 7 Runden  | 14    | 1:23,048 (22.)   |
| –    | Christijan Albers    | Minardi-Cosworth  | 59     | 4      | DNF         | 17    | 1:25,956 (08.)   |
| –    | Jacques Villeneuve   | Sauber-Petronas   | 56     | 2      | DNF         | 15    | 1:23,118 (23.)   |
| –    | Juan Pablo Montoya   | McLaren-Mercedes  | 41     | 1      | DNF         | 02    | 1:21,237 (20.)   |
| –    | Robert Doornbos      | Minardi-Cosworth  | 26     | 1      | DNF         | 19    | 1:25,646 (16.)   |
| –    | Christian Klien      | Red Bull-Cosworth | 0      | 0      | DNF         | 11    | –                |
| –    | David Coulthard      | Red Bull-Cosworth | 0      | 0      | DNF         | 13    | –                |

## WM-Stände nach dem Rennen
Die ersten acht eines Rennens bekamen 10, 8, 6, 5, 4, 3, 2 bzw. 1 Punkt(e).

### Fahrerwertung
| Pos. | Fahrer               | Konstrukteur      | Punkte |
| ---- | -------------------- | ----------------- | ------ |
| 01   | Fernando Alonso      | Renault           | 87     |
| 02   | Kimi Räikkönen       | McLaren-Mercedes  | 61     |
| 03   | Michael Schumacher   | Ferrari           | 55     |
| 04   | Jarno Trulli         | Toyota            | 36     |
| 05   | Juan Pablo Montoya   | McLaren-Mercedes  | 34     |
| 06   | Ralf Schumacher      | Toyota            | 32     |
| 07   | Rubens Barrichello   | Ferrari           | 31     |
| 08   | Giancarlo Fisichella | Renault           | 30     |
| 09   | Nick Heidfeld        | Williams-BMW      | 28     |
| 10   | Mark Webber          | Williams-BMW      | 24     |
| 11   | Jenson Button        | BAR-Honda         | 19     |
| 12   | David Coulthard      | Red Bull-Cosworth | 19     |
| 13   | Felipe Massa         | Sauber-Petronas   | 8      |

| Pos. | Fahrer             | Konstrukteur      | Punkte |
| ---- | ------------------ | ----------------- | ------ |
| 14   | Tiago Monteiro     | Jordan-Toyota     | 6      |
| 15   | Alexander Wurz     | McLaren-Mercedes  | 6      |
| 16   | Jacques Villeneuve | Sauber-Petronas   | 6      |
| 17   | Narain Karthikeyan | Jordan-Toyota     | 5      |
| 18   | Christijan Albers  | Minardi-Cosworth  | 4      |
| 19   | Pedro de la Rosa   | McLaren-Mercedes  | 4      |
| 20   | Christian Klien    | Red Bull-Cosworth | 4      |
| 21   | Patrick Friesacher | Minardi-Cosworth  | 3      |
| 22   | Vitantonio Liuzzi  | Red Bull-Cosworth | 1      |
| 23   | Takuma Satō        | BAR-Honda         | 1      |
| 24   | Robert Doornbos    | Minardi-Cosworth  | 0      |
| –    | Anthony Davidson   | BAR-Honda         | 0      |

### Konstrukteurswertung
| Pos. | Konstrukteur     | Punkte |
| ---- | ---------------- | ------ |
| 01   | Renault          | 117    |
| 02   | McLaren-Mercedes | 105    |
| 03   | Ferrari          | 86     |
| 04   | Toyota           | 68     |
| 05   | Williams-BMW     | 52     |

| Pos. | Konstrukteur      | Punkte |
| ---- | ----------------- | ------ |
| 06   | Red Bull-Cosworth | 24     |
| 07   | BAR-Honda         | 20     |
| 08   | Sauber-Petronas   | 14     |
| 09   | Jordan-Toyota     | 11     |
| 10   | Minardi-Cosworth  | 7      |